# Stephan Denzer
Stephan Denzer (* 2. August 1967 in Kaiserslautern) ist ein deutscher Fernsehredakteur, Kabarettist, Kulturmanager und Fernsehproduzent. Er verantwortete seit 2008 mehr als zehn Jahre lang den Bereich Comedy und Kabarett im ZDF und war Miterfinder von Erfolgsformaten wie heute-show und Neues aus der Anstalt. Nach zwei Jahren als Geschäftsführer des Unterhaus – Mainzer Forum-Theater leitet er seit 2021 die Fernsehproduktionsfirma Good Humor.

## Leben
Der in Kaiserslautern geborene Denzer studierte an der Johannes Gutenberg-Universität Mainz im Lehramtsstudiengang Musik und Germanistik und arbeitete danach in verschiedenen Funktionen bei den öffentlich-rechtlichen Fernsehsendern arte und ZDF. Daneben besuchte er die Köln Comedy Schule, ging mit seinen eigenen Stand-Up- und Musikcomedy-Programmen Private Denzer und Germany's Next Brummschädel auf Tour und trat in Formaten wie Nightwash und Quatsch Comedy Club auf.

### Teamleitung Kabarett und Comedy beim ZDF
Im Auftrag des damaligen Intendanten Markus Schächter baute Denzer seit 2006 für das ZDF den Bereich Kabarett und Comedy auf. Er entwickelte als Redakteur die politische Kabarettsendung Neues aus der Anstalt, die seit Januar 2007 auf Sendung ging und in diesem Jahr den Deutschen Fernsehpreis in der Kategorie Beste Comedy gewann. 2008 folgte die Comedy- und Satiresendung heute-show, die unter anderem mit dem Grimme-Preis, dem Bambi, dem Deutschen Comedypreis und dem Deutschen Fernsehpreis ausgezeichnet wurde.
Als langjähriger Teamleiter für Kabarett und Comedy in der Hauptredaktion Show beim ZDF verantwortete Denzer neben der heute show unter anderem die Sendungen Sketch History, Mann, Sieber!, Die Anstalt, Pelzig hält sich sowie fiktionale Programme wie Merz gegen Merz, Nix Festes, Ellerbeck oder Und dann noch Paula. Seit 2016 war er zusätzlich auch für die Comedy-Formate der Sender ZDFneo und 3sat verantwortlich, zu denen unter anderem das Neo Magazin Royale gehörte. Für seine Arbeit wurde Denzer 2014 vom Medienmagazin DWDL.de zu einem der sieben Hoffnungsträger des öffentlich-rechtlichen Fernsehens gekürt. In den Medien wurde er als „Comedy-Genie“ und „Satire-Botox“ bezeichnet.

### Geschäftsführung beim Mainzer Unterhaus
Im September 2018 gab Denzer seinen Abschied vom Fernsehen und seinen Wechsel zur Kabarettbühne Mainzer Unterhaus bekannt, die er von Juli 2019 bis September 2021 als Geschäftsführer und Programmplaner leitete. Ziel war es, der traditionellen Kleinkunstbühne ein jüngeres Publikum zu erschließen.
Im Sommer 2021 wurde bekannt, dass Denzer das Unterhaus nach zwei Jahren wieder verlässt, um zum Fernsehen zurückzukehren. Medienberichten zufolge führten Diskrepanzen über den künftigen Kurs des Theaters zu Denzers Kündigung.

### Fernsehproduzent
Kurz darauf gründete Denzer zusammen mit der Kölner Produktionsfirma Banijay Germany das Tochterunternehmen Good Humor, das er seit 1. November 2021 als Geschäftsführer und Executive Producer leitet und das insbesondere Comedy-Serien, Sitcoms und Sketch Comedy produzieren soll. Im Jahr 2025 produziert die Good Humor unter dem Dach der Brainpool die Serien "Frier & 50" für Joyn/SAT1 und die Komödie "Plötzlich Schwester (AT)" für das ZDF. 

## Privates
Stephan Denzer ist nebenberuflich als Yoga-Lehrer tätig.